# Geophis
Geophis är ett släkte av ormar som ingår i familjen snokar. Släktet tillhör underfamiljen Dipsadinae som ibland listas som familj.
Vuxna exemplar är med en längd upp till 75 cm små och smala ormar. De förekommer från norra Mexiko till Colombia. Individerna vistas på marken och de kan leva i olika habitat. Födan utgörs av daggmaskar och av andra ryggradslösa djur som saknar hårt skal. Honor lägger vanligen ägg men för flera arter behöver uppgiften bekräftas. Släktets medlemmar är nattaktiva.

## Dottertaxa tillGeophis, i alfabetisk ordning[1]
- Geophis anocularis
- Geophis bellus
- Geophis betaniensis
- Geophis bicolor
- Geophis blanchardi
- Geophis brachycephalus
- Geophis cancellatus
- Geophis carinosus
- Geophis chalybeus
- Geophis championi
- Geophis damiani
- Geophis downsi
- Geophis dubius
- Geophis duellmani
- Geophis dugesii
- Geophis dunni
- Geophis fulvoguttatus
- Geophis godmani
- Geophis hoffmanni
- Geophis immaculatus
- Geophis incomptus
- Geophis isthmicus
- Geophis juarezi
- Geophis juliai
- Geophis laticinctus
- Geophis laticollaris
- Geophis latifrontalis
- Geophis maculiferus
- Geophis mutitorques
- Geophis nasalis
- Geophis nephodrymus
- Geophis nigroalbus
- Geophis nigrocinctus
- Geophis omiltemanus
- Geophis petersii
- Geophis pyburni
- Geophis rhodogaster
- Geophis rostralis
- Geophis russatus
- Geophis ruthveni
- Geophis sallaei
- Geophis semidoliatus
- Geophis sieboldi
- Geophis talamancae
- Geophis tarascae
- Geophis zeledoni